# Lorena (telenovela)
Lorena foi uma telenovela colombiana produzida e exibida pela RCN Televisión entre 27 de junho de 2005 e 11 de janeiro de 2006.
Foi protagonizada por Coraima Torres e Diego Ramos e antagonizada por Lincoln Palomeque, Ana Soler, Amada Rosa Pérez, Orlando Miguel e María Cecilia Botero. 

## Sinopse
Lorena Morantes pensou que ao se casar com Miguel Ferrero, o amor lhe alcançaria para superar todos os problemas de rejeição que teve com sua sogra Rufina Ferrero e alguns dos seus outros filhos. No entanto, o destino havia preparado um teste ainda mais difícil e antes que pudesse contar ao seu marido que estava grávida, ele desaparece em um naufrágio causado por uma tempestade. Ela sente morrer, mas o amor para o filho que está vindo reforça o ponto de aceitar a viver com sua nova família política, apesar de saber que tanto a sua mãe, e seus irmãos Rodolfo, Gerardo e Rebeca a consideram uma intrusa que busca apenas a herança de Miguel, que em última análise é o único verdadeiro filho de Mateo Ferrero e, portanto, o herdeiro oficial. A verdade é que ninguém sabe é que Miguel foi resgatado em uma cidade costeira por pescadores que deixaram nas mãos da Dr. Silvia Rivero, que ajudá-lo a superar sua amnésia, enquanto pouco a pouco vai se apaixonando por ele. Enquanto isso, sem a possibilidade de trabalhar com alto risco de gravidez, Lorena deve aceitar sua nova vida, enquanto sua sogra e Juan, outro de seus cunhados, planejam se livrar do velho e doente Mateo e ficar com toda Ferreros, que com a suposta morte de Miguel, será entregue ao filho esperado de Lorena. A principal arma de Juan a fazer é apaixonar a viúva. 
Eventualmente Miguel recupera a memória e ao tentar voltar, Rufina faz ele acreditar que sua esposa retomou sua vida com John e até mesmo ter tido um filho, o que o faz reconsiderar a sua decisão. Agora o amor com a memória de seu falecido marido, o conselho de sua amiga Camila e sua irmã Mariela será a única coisa que Lorena tem de se apegar à vida, porque o ódio de Ferrero da que levou inclusive para sequestrar o bebê.

## Elenco
- Coraima Torres - Lorena Morantes
- Diego Ramos - Miguel Ferrero
- María Cecilia Botero - Rufina De Brigard de Ferrero
- Gustavo Angarita - Mateo Ferrero
- Lincoln Palomeque - Juan Ferrero
- Ana Soler - Silvia Rivera
- Amada Rosa Pérez - Rebeca de Ferrero
- Orlando Miguel - Gerardo Ferrero
- Susana Torres - Camila de Ferrero
- Guillermo Vives - Rodolfo Ferrero
- Jaime Santos - Efraín
- Ana María Arango - Rosa
- Valentina Acosta - Tatiana
- Juan Sebastián Aragón - Julio
- Adriana Silva - Mariela Morantes
- Pilar Álvarez - Emilia
- Adriana Romero - Grethel
- Kepa Amuchastegui - Ángel Márquez
- Leonor Arango - Dorita
- Felipe Calero - Salvador
- Mónica Chávez - Dorotea
- Gerardo de Francisco - Alfredo Madero
- Karen Escobar - Amanda Ferrero
- Guillermo Gálvez - Dr. París
- Luisa Fernanda Giraldo - Emperatriz
- Orlando Lamboglia - Raúl Falcón
- Felipe Noguera - Padre Mauricio
- Víctor Hugo Cabrera - Dr. Victor